# Miryang
Miryang là một thành phố của Hàn Quốc, thuộc tỉnh Gyeongsangnam-do. Thành phố lân cận bao gồm Changnyeong ở phía tây, Cheongdo ở phía bắc, Ulsan ở phía đông, và Yangsan, Gimhae.
Theo sử sách ghi chép ghi nhận của Miryang bắt đầu trong giai đoạn Samhan, khi nó được gọi là Mirimidongguk. Do vị trí chiến lược của nó gần sông Nakdong, Miryang đóng một vai trò quan trọng từ thời kỳ Silla. Nó phục vụ như một trạm quan trọng trên con đường Yeongnam lớn trong Triều Đại Hậu Triều Tiên, và trong thế kỷ 20, nó đã trở thành một trạm trên đường sắt dòng Gyeongbu kết nối Busan đến Seoul. Miryang vẫn còn một điểm dừng quan trọng dọc theo tuyến đường đó, và ngày nay là thành phố duy nhất giữa Busan và Daegu phục vụ bằng xe lửa cao tốc KTX.

## Khí hậu
| Dữ liệu khí hậu của Miryang              | Dữ liệu khí hậu của Miryang | Dữ liệu khí hậu của Miryang | Dữ liệu khí hậu của Miryang | Dữ liệu khí hậu của Miryang | Dữ liệu khí hậu của Miryang | Dữ liệu khí hậu của Miryang | Dữ liệu khí hậu của Miryang | Dữ liệu khí hậu của Miryang | Dữ liệu khí hậu của Miryang | Dữ liệu khí hậu của Miryang | Dữ liệu khí hậu của Miryang | Dữ liệu khí hậu của Miryang | Dữ liệu khí hậu của Miryang |
| Tháng                                    | 1                           | 2                           | 3                           | 4                           | 5                           | 6                           | 7                           | 8                           | 9                           | 10                          | 11                          | 12                          | Năm                         |
| ---------------------------------------- | --------------------------- | --------------------------- | --------------------------- | --------------------------- | --------------------------- | --------------------------- | --------------------------- | --------------------------- | --------------------------- | --------------------------- | --------------------------- | --------------------------- | --------------------------- |
| Trung bình ngày tối đa °C (°F)           | 7.0 (44.6)                  | 9.4 (48.9)                  | 14.1 (57.4)                 | 20.5 (68.9)                 | 24.8 (76.6)                 | 27.8 (82.0)                 | 29.9 (85.8)                 | 31.0 (87.8)                 | 27.1 (80.8)                 | 22.5 (72.5)                 | 15.6 (60.1)                 | 9.4 (48.9)                  | 19.9 (67.8)                 |
| Trung bình ngày °C (°F)                  | 0.0 (32.0)                  | 2.4 (36.3)                  | 7.2 (45.0)                  | 13.1 (55.6)                 | 17.8 (64.0)                 | 21.9 (71.4)                 | 25.2 (77.4)                 | 25.8 (78.4)                 | 21.1 (70.0)                 | 14.8 (58.6)                 | 8.0 (46.4)                  | 1.9 (35.4)                  | 13.3 (55.9)                 |
| Tối thiểu trung bình ngày °C (°F)        | −5.8 (21.6)                 | −3.9 (25.0)                 | 0.5 (32.9)                  | 5.7 (42.3)                  | 11.2 (52.2)                 | 16.7 (62.1)                 | 21.4 (70.5)                 | 21.6 (70.9)                 | 16.2 (61.2)                 | 8.4 (47.1)                  | 1.7 (35.1)                  | −4.0 (24.8)                 | 7.5 (45.5)                  |
| Lượng Giáng thủy trung bình mm (inches)  | 22.3 (0.88)                 | 34.0 (1.34)                 | 54.4 (2.14)                 | 86.3 (3.40)                 | 108.7 (4.28)                | 186.3 (7.33)                | 269.5 (10.61)               | 237.6 (9.35)                | 136.1 (5.36)                | 39.5 (1.56)                 | 38.2 (1.50)                 | 16.4 (0.65)                 | 1.229,4 (48.40)             |
| Số ngày giáng thủy trung bình (≥ 0.1 mm) | 3.8                         | 4.9                         | 7.0                         | 7.9                         | 8.4                         | 9.3                         | 13.3                        | 12.0                        | 8.7                         | 4.2                         | 4.8                         | 3.3                         | 87.6                        |
| Độ ẩm tương đối trung bình (%)           | 60.8                        | 59.2                        | 60.1                        | 61.0                        | 66.0                        | 70.8                        | 78.4                        | 77.2                        | 75.2                        | 71.3                        | 68.2                        | 64.5                        | 67.7                        |
| Số giờ nắng trung bình tháng             | 191.7                       | 183.2                       | 205.1                       | 219.8                       | 228.8                       | 185.0                       | 160.5                       | 184.6                       | 166.4                       | 208.2                       | 181.4                       | 189.1                       | 2.302,3                     |
| Nguồn:                                   |                             |                             |                             |                             |                             |                             |                             |                             |                             |                             |                             |                             |                             |